# Kościół Matki Boskiej Różańcowej w Wełtyniu
Kościół Matki Boskiej Różańcowej w Wełtyniu – kamienno-ceglany kościół z zachowanymi szesnastowiecznymi polichromiami pokrywającymi prawie całe wnętrze świątyni.
Pierwszy kościół w Wełtyniu powstał w XIII w. Patronat nad nim sprawował kościół Mariacki w Szczecinie. Obecna świątynia pochodzi z drugiej połowy XV w. Wieża i zakrystia zostały zbudowane kilkadziesiąt lat później. Kościół był przebudowywany w 1690 i 1784. Kościół jest orientowany, składa się z prostokątnej nawy, zakończonej od wschodu trójbocznym prezbiterium, dobudowanej do ściany północnej niewielkiej zakrystii oraz znajdującej się przy zachodnim szczycie nawy wieży.
Kościół zbudowany jest z nieobrobionych kamieni o różnej wielkości, osadzonych w murze w sposób chaotyczny (kamienie nie tworzą dających się wyróżnić warstw). Naroża wieży, ościeża okien oraz wyższe partie prezbiterium wykonane zostały z cegły. Z zewnątrz kościół nie jest otynkowany, co umożliwia dostrzeżenie licznych zamurowanych otworów okiennych. Na północnej elewacji wieży zachowała się słabo czytelna, drewniana tarcza zegarowa.
W murze otaczającym teren dawnego przykościelnego cmentarza zachowała się kamienna bramka cmentarna z XV w.

## Wyposażenie
We wnętrzu znajduje się barokowy ołtarz i ambona z XVIII w. 
Z pierwszej połowy XVI w. pochodzi natomiast najwartościowszy element wystroju wnętrza - gotycko-renesansowe polichromie ścienne. Są one obecnie dość trudne do odczytania ze względu na wyblakłe barwy, zatarte kontury rysunku oraz zniszczenia powstałe podczas przebudów kościoła (zwłaszcza przeróbek otworów okiennych). 
Gotycko-renesansowe polichromie powstały najprawdopodobniej w latach 1520-34 - tuż przed wprowadzeniem reformacji. Zauważyć w nich można zarówno cechy gotyckie (np. podział na kwatery, sztywne schematy przedstawiania postaci), jak i renesansowe (np. umiejętne operowanie światłocieniem). Malowidła zostały w XVII w. przykryte tynkiem (nie były w pełni zgodne z teologią protestancką). Odsłonięto je ponownie w 1961.
Polichromie przedstawiają historię Zbawienia poczynając od stworzenia Ewy, poprzez sceny Pasyjne do sceny Sądu Ostatecznego.

Kościół MB Różańcowej w Wełtyniu
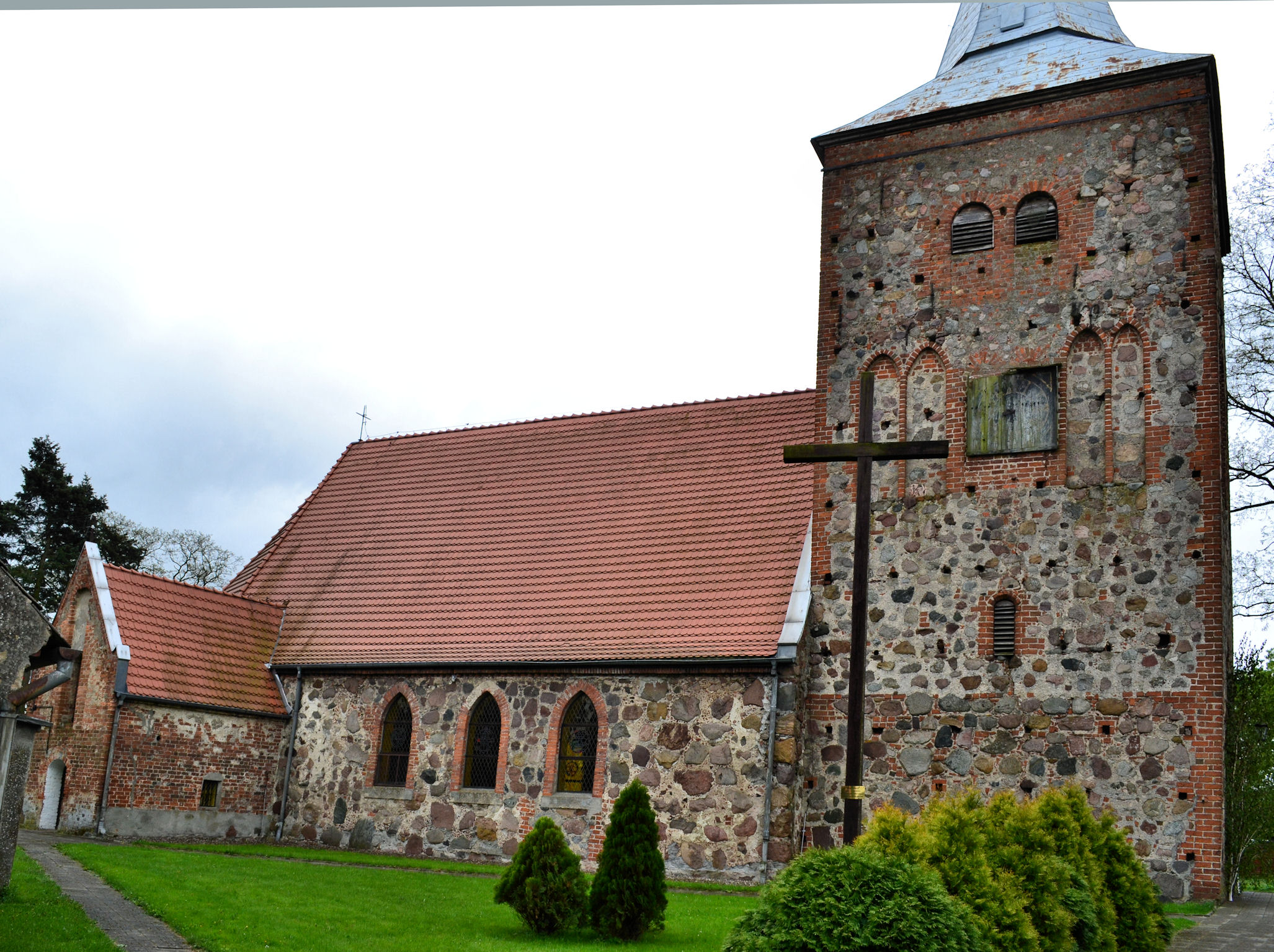
Elewacja północna
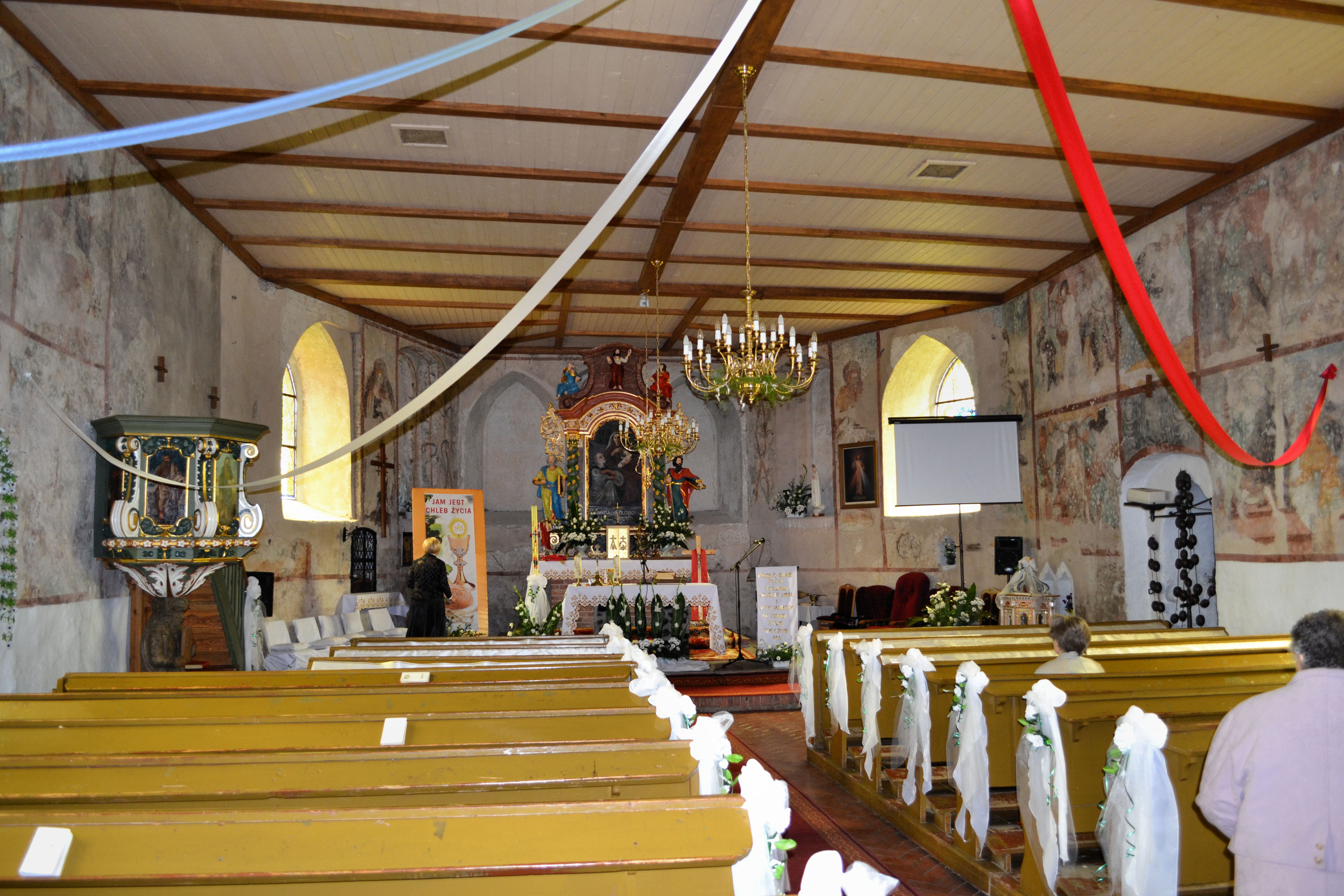
Wnętrze świątyni
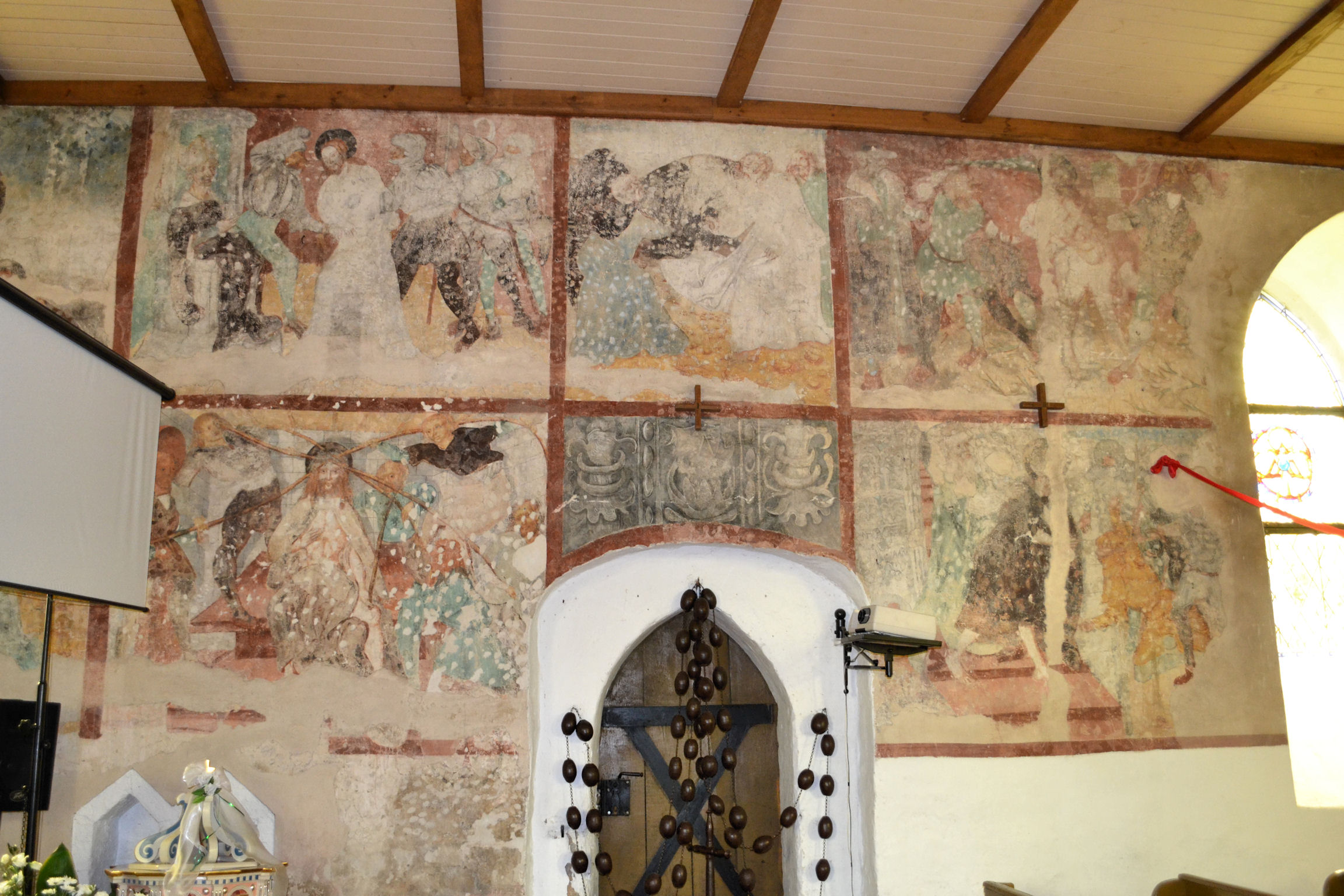
Fragment polichromii
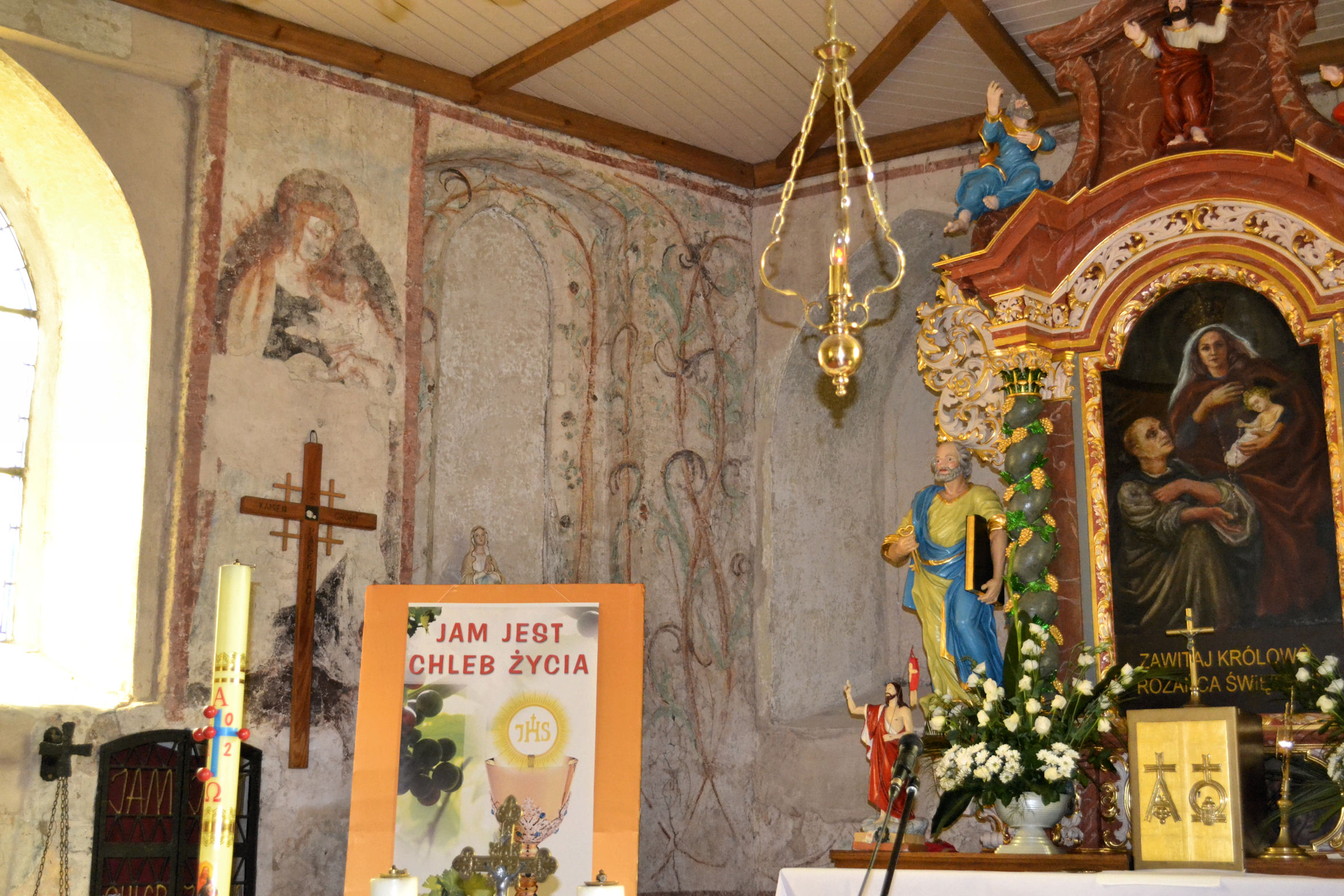
Fragment polichromii